# Jacques Henriot
Jacques Henriot est un philosophe, chercheur et auteur français, né le 28 avril 1923 à Saint-Mandé et mort le 14 janvier 2020 à Menton (Alpes-Maritimes). Il a fondé le DESS sciences des jeux à l'Université Sorbonne Paris Nord en 1981.

## Biographie
Henriot a fait ses études de philosophie à l'École normale supérieure de Saint-Cloud, il y obtenu l'agrégation de philosophie en 1949.
En 1981, il fonde le DESS sciences des jeux à l'Université Sorbonne Paris Nord ainsi que le Département de recherche sur le jeu et le jouet.
En 1984, il participe en tant qu'intervenant dans le court métrage documentaire Le joueur et son jouet, réalisé par Raoul Rossi et produit par SFRS-CERIMES.

### Experice
Au début des années 1990, le Département de recherche sur le jeu et le jouet intègre le centre de recherches EXPERICE.
Le centre de recherches se concentre autour de la thématique de l'apprentissage et de l'éducation hors de l'école. Les recherches se portent sur les enfants mais aussi les adultes. En ne s'intéressant pas sur ce qui prend la forme scolaire, le centre pense à la cohérence globale des activités non-scolaires.

## Thèmes de son œuvre
La majorité du travail de Jacques Henriot se base sur le jeu, le jouet et son joueur.

### Étude phénoménologique du jeu
Pour Jacques Henriot, « jouer » n’est jamais insignifiant ni « gratuit » ; il suppose un joueur responsable, garant de ce qu'il fait et des conséquences éventuelles de son acte.
Il a commencé par prendre pour objet d'analyse la notion d'obligation : elle semble à première vue diamétralement opposée à l'idée que l’on se fait de ce que c’est que « jouer », cherchant à savoir si l’on peut réellement se considérer comme « obligé » alors que l’on ne fait que subir une contrainte venue d’ailleurs, imposée du dehors, ou s'il ne fallait pas d'abord y consentir pour pouvoir se dire obligé.
Jacques Henriot passe alors de la considération d'une psychologie du jouer à celle d'une phénoménologie du jouant pris comme symbole de l’existentiel : « Le tournant, s'il m’est permis d'en juger, se situe approximativement entre La condition volontaire, où je tentais de mettre au jour l’ambiguïté d'une approche purement phénoménologique de la conduite ludique. » 
Pour Jaques Henriot, parler de « jeu », c'est parler de quelque chose dont « on » se fait l'idée, en donnant la parole à ce « on » auquel on tend à s’identifier et dont on se sent proche parent.
Puis, à la suite des précédentes approches du jeu selon une approche purement phénoménologique, Jacques Henriot décide d’étudier une approche socio-culturelle du phénomène « jeu ». Il en est donc venu à participer à la création et au développement du centre de recherche de l'Université Paris Nord.

### Signification du jeu
Laurent Di Fillippo, questionne la fonction du jeu vis-à-vis du sacré, montrant que la distance ludique induite par les jeux permet d'identifier au second degré des éléments religieux auxquels les joueurs n’adhèrent pas forcément hors des situations ludiques.
Ces exemples cités par Henriot dans son livre permettent de revenir sur plusieurs interprétations proposées par les chercheurs en sciences sociales, qui suggéraient que jeu et sacré étaient deux sphères de phénomènes sociaux opposées.
Ces phénomènes permettent notamment de discuter l’idée de « second degré » proposée par Jacques Henriot, qui dit que le joueur entretient toujours une certaine distance avec l’objet de son jeu.
Fillippo reprend les paroles de Henriot lui-même, « devant le sacré, l'esprit s'incline, dans le jeu il domine ». Et c'est finalement cette opposition un peu trop radicale qu’il faut diluer, car s'il est vrai que l'attitude ludique implique d'avoir d’un côté l'illusion du jeu et un pied dehors, il n'est pas sûr pour autant que le joueur conserve le contrôle de ce « faire comme si ». Henriot admettait qu'un tel contrôle exprimait que le joueur maintient une distance telle au jeu qu'il ne joue plus. Mais il n’est pas rare de remarquer qu’après une partie de jeu intensive, les joueurs se sont pris au jeu.
Jacques Henriot définit son approche philosophique en trois niveaux : 
1. Les « jeux », donc ce qui est défini comme le « ce à quoi » joue le joueur
2. « Jouer », donc ce que fait le joueur
3. Le « jouant », le sujet de l’action ainsi que l'attitude mentale qui donne son sens aussi bien au dispositif de jeu qu'à l'action de jouer.

### Sciences du jeu ou étude du play
Il existe aujourd'hui un débat qui traverse les sciences du jeu, qui ramène à des discussions déjà vues historiquement et dont peu de personnes connaissent l'existence. En suivant cette logique, l'œuvre de Jacques Henriot s'illustre particulièrement. Elle se place sur une position qui s'engage de la façon la plus lointaine vis-à-vis du sens de l'analyse du play, en faveur d'un primat radical du play sur le game. Cependant, comparer les propositions issues des textes d'Henriot et de Jesper Juul ne serait pas une opération neutre. Cela entraînerait des torsions manifestes vis-à-vis du contexte d'origine des œuvres.
Ces torsions se séparent en trois ordres définis par Mathieu Triclot :
- En premier lieu, il existe un glissement entre Henriot et Juul qui existe dans leurs objets de recherche. Les jeux vidéo sont généralement le sujet principal des sciences du jeu, alors qu'ils sont, pour des raisons évidentes, absents du texte d'Henriot (bien qu'il en parle cependant brièvement dans Le joueur et son jouet) . Cela amène donc les propos d'Henriot par delà le contexte d'origine défini par l'auteur. Il serait alors cohérent de dire que certaines formes de jeux présenteraient plus d'affinités avec des analyses par le play que les video games.
- En second lieu, la torsion structure le discours. Henriot et Juul n'ont pas la même façon d'écrire, ils n'ont pas les mêmes règles et exigences, ils s'appuient sur des systèmes théoriques s'exprimant en second plan et qui ne sont pas immédiatement compatibles entre eux. Voici un exemple, sur le problème de l'intentionnalité, les références de structuration varient de Sartre, chez Henriot, à Dennett, chez Juul. Autrement dit, il ne vaut mieux pas faire dialoguer des auteurs, alors que les conditions du dialogue ne sont pas remplies, mais de remarquer ce qui crée des divergences.
- En troisième lieu, cette confrontation répond moins à une exigence herméneutique de connaissance et d'analyse précise des œuvres, qu'à une forme d'usage tactique des textes et des arguments. La thèse soutenue promulgue le fait que l’œuvre d'Henriot permet aujourd'hui d'investiguer, en matière d'études des jeux vidéo, par le play, qui a été largement laissé en friche dans les sciences du jeu telles qu'elles se sont jusqu'ici constituées.

## Philosophie d'Henriot
Il s’intéresse à la place et la fonction de la notion de jeu dans la société actuelle. Il s’interroge ce qui fait le jeu ainsi que sur les sens de l’expérience ludique en définissant le jeu tel que : « tout procès métaphorique résultant de la décision prise et maintenue de mettre en œuvre un ensemble plus ou moins coordonné de schèmes consciemment perçus comme aléatoires pour la réalisation d’un thème délibérément posé comme arbitraire » (Henriot, 1989, p. 300).

### Sous couleur de jouer (1989)
Jacques Henriot reprend et développe une grande partie des réflexions engagées vingt ans auparavant dans Le Jeu avec son livre Sous couleur de jouer rédigé à partir des cours qu'il étudiait dans le cadre du DESS, sur le campus de Villetaneuse (l'équivalent aujourd'hui d'un master professionnel). Cependant, il décide de ne plus parler de la notion de sacré qu'il appuie dans son livre Le Jeu.

### La perception du jeu
Pour Jacques Henriot, un enfant ne sait pas ce qu'est le jeu et donc ne sait pas ce qu'est un jouet, car c'est un concept d'adulte qui se construit à travers l'expérimentation de nouvelles choses. Lorsque l'on joue, d'après Henriot, le conscient joue tandis que l'inconscient travaille.

#### La découverte avec les sens
On ne peut pas discerner chez un bébé s'il se comporte en joueur ou non et alors si le jouet comme on le perçoit est un jouet pour lui. Pour Jacques Henriot, s'il ne joue pas, alors la chose n'exerce pour lui qu'une fonction d'objet. En expérimentant, il découvre dans son corps et par son corps qu'il est possible d'agir dans le monde et sur le monde.
À un certain âge, l'enfant se rend compte qu'il y a des objets qui peuvent être joués. L'enfant va alors expérimenter l'objet dans l'optique de découvrir sa signification. Henriot précise que l'enfant qui expérimente l'objet peut chercher son usage sans trouver sa fonction de départ, mais peut bien lui trouver une fonction tout autre qui sera le satisfaire.

#### Le jouet
Jacques Henriot définis par "coefficient de jouabilité", la possibilité de jeu qu'un jouet offre, il distingue alors les jouets unifonctionnel qui sont des jouets qui  ne peuvent être utilisé d'une différente manière de ceux pourquoi ils ont été créés aux autres jouets plurifonctionnel qui offrent quant à eux un coefficient de jouabilité plus élevée. Jaques Henriot affirme qu'une plurifonctionnalité se dégage presque toujours de chacun d'entre eux, la finalité de celui-ci est de donner prise à l'invention, l'improvisation et l'imagination (les jeux de constructions en sont le meilleur exemple). Henriot appelle ici, surdétermination du jouet, le fait d'intégrer aux structures mêmes de l'objet la plurifonctionnalité.

##### La liberté dans le jeu
Jacques Henriot appuie sur le fait que la liberté se dégage des façons de faire autrement. Il s'interroge alors sur la manière dont un jouet pourrait offrir par lui-même la possibilité de jouer différemment. Il identifie comme meilleure solution "l'ouverture de l'objet sur les possibles" a contrario de "l'intégration des possibles". Jacques Henriot remet alors en question la conception que l'on se fait du jouet pour y intégrer d'autres éléments, tel que tout support ou bien même tout instrument d'un acte de jouer pour mieux comprendre le jouet.

##### L'évolution de l'informatique
Jacques Henriot voit le développement de l'informatique comme une nouvelle étape dans la conception qu'on se fait du jeu. Le jeu, grâce à l'avancée de l'informatique, implique désormais des partenaires fictifs : le jouet n'est alors plus la chose avec quoi l'on joue, mais le médiateur d'une action réciproque. De ce fait, relation entre le joueur et son jouet évolue. L'apparition d'une telle relation est originale et transforme complètement la conception traditionnelle, aboutissant à une véritable désinfantilisation de la notion de jouet.

### Étude de la Gamification

#### Vision réductrice du jeu
Jacques Henriot met en relief la notion de gamification née par la croisée du jeu avec le marketing en précisant la vision réductrice que cette notion apporte au jeu. Il n'est pas d'accord avec les définitions de "gamification" qui tendent à se concentrer exclusivement sur l'intention à l’œuvre dans la métaphore ludique sans prendre en compte le play et le playing.
« La nouveauté ne tient […] pas à ce que l’on joue davantage, mais plus profondément, plus radicalement, à ce que l’idée même de Jeu se trouve prise pour modèle théorique, pour principe explicatif permettant de concevoir et d’interpréter un certain nombre de situations, d’en comprendre le sens, et peut-être de les dominer (Henriot, 1989, p. 32). »
L'usage le plus répandu de cette notion se base sur les supports, les règles ainsi que la prédiction de comportements liées à celles-ci. Jacques Henriot reproche à ces définitions leur approche minimaliste qui n'abordent pas le sujet de la prise de distance qui peut être perçu lorsque la tension ainsi que l'équilibre entre l'implication et distanciation ne sont pas bien dosé et ainsi perdre l'engagement du joueur.

#### Métaphore et construction sociale
Jacques Henriot reconnait que ce qu'on appelle "jeu" est purement métaphorique et issu de la construction sociale. La notion centrale de jeu n'est alors qu'une métaphore autour de laquelle gravitent d'autres notions qui lui sont liées, dont la gamification qui est alors d'origine culturelle.
« Dire qu’il y a jeu quelque part, dans le monde, en quelqu’un, ce n’est pas effectuer le constat de la présence effective d’une réalité qui serait observable et dont le sens tomberait sous le sens : c’est émettre une hypothèse, porter un jugement, appliquer au donné de l’expérience vécue une catégorie qui provient de la société où l’on vit et que véhicule la langue dont cette société fait l’instrument de sa culture (Henriot, 1989, p. 16). »
La gamification est alors une notion que l'on ne peut pas nier, mais qui tout de même n'est pas assez développée selon Henriot. Toutes les expressions liées à la gamification ne font partie que d'un embranchement dans la trame ludique qui ne permet pas d'exprimer à lui seul toutes les caractéristiques associées au jeu.

#### Redéfinition du jeu
En 1969, avec son livre Le Jeu, Jacques Henriot avait établi une définition provisoire de la métaphore de jeu dans lequel il distinguait : ce à quoi joue celui qui joue (le système de règles), ce que fait celui qui joue (le jouer) et ce qui fait que l’on joue (l’activité d’un joueur jouant). En 1989, dans Sous couleur de jouer, Jacques Henriot décide de revenir sur les paramètres de sa proposition en y ajoutant trois autres :
- Le matériel
- La structure
- La pratique ludique

Ces concepts ont notamment été réutilisés quelques années plus tard par Gilles Brougère, dans Jeu et éducation (1995) qui, tout comme Jacques Henriot, donne une importance considérable au joueur en tant que sujet agissant.

#### La tension et l’équilibre dynamique de l’attitude ludique
L'approche ludique de Jacques Henriot souligne qu’il n’y a pas de matériel ni de structure qui soient intrinsèquement ludiques et en conclut que seule l’attitude ludique permet d’affirmer l’existence du jeu :
« la seule “chose” qui soit à définir quand on parle de jeu est la forme de pensée, l’attitude mentale, la conscience singulière qui découvre dans ce matériel et cette structure des occasions ou des moyens de jouer (Henriot, 1989, p. 123). »
La façon dont Henriot aborde l'attitude ludique est remarquée par Mathieu Triclot, qui résume alors son approche :  « L’intérêt principal de l’argument d’Henriot est donc d’asseoir le primat de l’activité sur l’objet. L’activité “jouer” définit l’objet “jeu” » (Triclot, 2011, p. 24).
Cette attitude est caractérisée par Jacques Henriot comme une association dynamique entre implication et distanciation (engagement/désengagement, rapprochement/recul). L’« intervalle qui sépare l’acteur de son acte fonde la duplicité du joueur qui sait qu’il joue. » (Henriot, 1983, pp. 82-83).
La gamification n'englobe que l'implication sans prendre en compte la distanciation dans la plupart de nombreuses situations. Le phénomène de gamification, comme la voit Jacques Henriot tend de ce fait à accroitre le risque de réification des agents du jeu, qui à partir de ce moment ne sont plus aptes à profiter de l'ampleur heuristique du jeu. Cependant, le jeu n’est pas exclusivement constitué par les conditions formelles de son existence ; il est également fondé sur l’acte qui les interprète : « jouer, c’est croire qu’on joue. » (Henriot, communication personnelle, cité dans Silva, 1999, p. 670).

#### Directeur de recherche
- Les jeux de pions, Université Paris 13, Michel Boutin (Auteur), Jacques Henriot et Jean Perrot et Michel Manson (Responsables de l'équipe de recherches), 2012.
- Le jeu dans les albums d'enfant en Allemagne Fédérale de 1970 à 1980, Université Paris 13, Verena Pandini (Auteur), Jacques Henriot, 2012.